# 234 Barbara
För andra betydelser, se Barbara (olika betydelser).
234 Barbara eller 1942 RL1 är en asteroid i huvudbältet som upptäcktes den 12 augusti 1883 av den tyskamerikanske astronomen Christian Heinrich Friedrich Peters. Den fick senare namn efter Barbara, vilket finns två förklaringar till. Sankta Barbara var ett helgon på 200-talet. Det fanns också en släkting till professor Ibbotson, en kollega till upptäckaren.
Barbaras senaste periheliepassage skedde den 2 februari 2020.[Uppdatering behövs] Dess rotationstid har beräknats till 26,47 timmar. Asteroiden har uppmätts till diametern 43,75 km.